# Louis Le Duc
Benoît-Louis Le Duc (París, 7 de febrero de 1764-ibídem. 1837) fue un eclesiástico y conspirador francés conocido por ser hijo ilegítimo de Luis XV de Francia.

## Biografía
Fue hijo de Luis XV de Francia y una dama de la pequeña nobleza, Jeanne-Louise Tiercelin de La Colleterie (1746-1779). Su madre era a su vez hija de un bastardo y fue amante de Luis XV de Francia desde 1762 dentro del conocido como Parc-aux-Cerfs. Antes del nacimiento de Benoît-Louis, Jeanne, fue exiliada de Versalles. Benoît-Louis nacería en París y sería bautizado al día siguiente de su nacimiento en la iglesia de San Pablo de esta ciudad siendo inscrito en su bautismo como hijo de: Louis Le Duc, antes oficial de caballería, y de la dama Julie de la Colleterie.

En agosto de 1774, el nieto y sucesor de Luis XV, Luis XVI le concedería, junto a otros cuatro bastardos de su abuelo, la nobleza asignándoles el uso de un blasón común: una cruz de plata sobre un campo de gules. Los inicios de su vida serían similares a los de su medio hermano de padre, Louis-Aimé de Bourbón, conocido como el abate de Borbón y único hijo bastardo que Luis XV legitimaría. Según Bauchaumont:
Además del señor abate de Borbón, bastardo de Luis XV surge un nuevo aspirante a dignidades eclesiásticas que, sin llevar el nombre de Borbón, es también reconocido si no de derecho, al menos de hecho, va a la Corte, y se lleva muy bien con Mesdames, especialmente con Madame Louise, es el hijo de la señorita Tiercelin, el señor abate Le Duc.
Al igual que este medio hermano, tomaría el estado clerical (en 1784), tras haber obtenido la dispensa por su ilegitimidad obtenida por mediación del embajador de Francia en Roma, el cardenal de Bernis.  Con posterioridad sería nombrado abad comanditario de San Martín de París y de San Vicente de Laón. Tanto su toma del estado clerical como la obtención de beneficios se obtuvieron en gran parte por el interés directo de Madame Louise. El 10 de octubre de 1786, el marqués de Bombelles, escribía sobre Benoît-Louis a quién había dado de cenar en Brest:
El joven anuncia poca inteligencia, y su compañero de viaje [su preceptor, otro abate] parece aún más mediocre.
Durante la Revolución Francesa, tuvo una cierta notoriedad por su apoyo decidido a la restauración de la monarquía. Defendió los derechos del Trono ante las asambleas del bailazgo de Vermandois, en las que participaba como abad de San Vicente de Laón. Llegó a pedir por escrito a la Convención la entrega del cadáver de su sobrino Luis XVI en el mismo día de su ejecución, y participó en la conocida como conspiración de Favras en 1790. Es probable que participara en la conocida como conspiración del campo de Grenelle o Brottier-Lavillarnois. También en este tiempo, llegó a prestar dinero a su sobrino Luis XVIII en el exilio. Después de la ejecución de Luis XVI, se retiró a la localidad de Marigny (actual Marigny-en-Orxois). En este lugar fue arrestado en 1794 y conducido a la prisión de la Conciergerie en París. Recibió su acta de acusación el 8 Termidor y su proceso se paralizó debido a la moderación seguida en la conocida como Reacción de Termidor, tras la caída de Robespierre.
Tras la caída de Napoleón Bonaparte y la restauración al trono de su sobrino Luis XVIII, se mantuvo muy cercano a este último. Lo visitaba en el palacio de las Tullerias y el monarca le concedió una generosa pensión en 1815, aumentada en 1817 y 1821. El objetivo de esta pensión era evitar la prisión debido a las deudas de juego contraídas por Benoît Louis Le Duc. La lista civil pagó de forma puntual en múltiples ocasiones sus deudas de juego. Desde al menos, 1814 y hasta su muerte vivió en París en el barrio de Ternes. En 1814 también aparece domiciliado en la parisina rue de Ménars en una petición de ayuda económica a su sobrino Luis XVIII.
Tras la Revolución de Julio que derrocó a Carlos X de Francia, perdió su pensión. Posteriormente, hacia 1832, Luis Felipe, rey de los franceses le concede una nueva pensión, aunque significativamente menor que la anterior.
Murió en 1837.
Existió otro abate Leduc (1766-1800), contemporáneo a Benoît-Louis Le Duc, y como él descendiente ilegítimo de la casa de Borbón. Se trataba de un hijo del príncipe Luis de Borbón-Condé, conde de Clermont y de mademoiselle Le Duc. A partir de 1785, sería autorizado a llamarse abbé de Vendôme.

## Iconografía

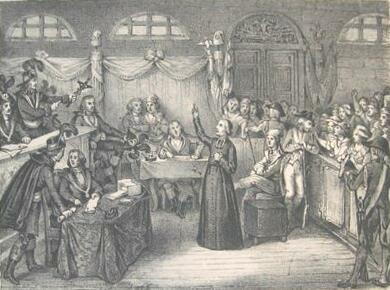
Litografía representando al abate de Borbón ante el tribunal revolucionario de Lyon en 1794, el abate podría ser en realidad Louis LeDuc.

Existió una miniatura del abate Leduc, dada por este a su ahijado Charles de Boulay. Monnier señala que en la miniatura el abate no se representaba con traje eclesiástico, sino vestido con una hopalanda de pieles, y mostraba un asombroso parecido con su sobrino Carlos X. Además, en un grabado conservado en el Museo Carnavalet se le representa junto a Favras dictando testamento. Además existe una litografía, a partir de un dibujo de Napoléon Thomas realizado de entre 1830 y 1837, en que se incluye una inscripción que lo titula, en español, El abate Borbón ante el tribunal revolucionario de Lyon, el 14 de marzo de 1794. En 1794, Luis Aimé de Bourbon conocido como el abate de Borbón y medio hermano de Louis LeDuc ya había fallecido, por lo que el abate de Borbón representado podría ser Louis LeDuc.

## Obras
- «N°. LXIV. La Restauration de la Monarchie française, œuvre de la Providence.». Le spectateur français depuis la restauration du trône de St. Louis et de Henri IV: ou, Variétés politiques, morales et littéraires, recueillies des meilleurs écrits périodiques publiés du 31 mars au 31 décembre 1814 (en francés) (Bureau du Censeur des Censeurs) 2: 91-98. 1815.

### Individuales
1. 1 2 3  Monnier. «Autour de Louis XV». L'intermédiaire des chercheurs et curieux: questions et réponses, communications diverses à l'usage de tous (en francés) 6: 650-651.
2. ↑  Gaxotte, Pierre (1980). «Madame de Pompadour et les autres». Louis XV (en francés). Paris : Flammarion. p. 241. ISBN 978-2-08-010030-6. Consultado el 1 de septiembre de 2023.
3. ↑  Bombelles, Marc Marie, marqués de (1982). «1786. 10 octobre». Journal (en francés). II. (1784-1789). Ginebra: Librairie Droz. p. 166. ISBN 978-2-600-03588-0. Consultado el 1 de septiembre de 2023.
4. ↑  «Quelques mots sur la Pairie de la Restauration d'aprés un document inédit. Suite (I)». L'Université catholique : antérieurement "La Controverse et Le Contemporain" : revue mensuelle publiée sous la direction d'un comité de professeurs des Facultés catholiques de Lyon avec le concours de nombreux savants et écrivains (en francés): 361. 15 de septiembre de 1900.
5. ↑  Blanc, Louis (1856). Histoire de la Revolution Francaise (en francés). Langlois et Leclereq. p. 80. Consultado el 1 de septiembre de 2023.
6. ↑  Soulavie, Jean-Louis (1801). Mémoires historiques et politiques du règne de Louis XVI, depuis son mariage jusqu'à sa mort: Ouvrage composé sur des pièces authentiques fournies à l'auteur, avant la révolution, par plusieurs ministres et hommes d'état; et sur les pièces justificatives recueillies, après le 10 août, dans les cabinets de Louis XVI, à Versailles, et au château des Tuilleries (en francés) 6. Treuttel et Würtz. p. 518. Consultado el 2 de septiembre de 2023.
7. ↑  «France. Paris 6 aôut. On voit rarement». La Gazette de France (en francés) (219). 7 de agsoto de 1814. p. 889.
8. ↑  Martin, Jean-Clément (14 de enero de 2021). L'Exécution du roi: 21 janvier 1793 (en francés). Place des éditeurs. ISBN 978-2-262-07027-4. Consultado el 2 de septiembre de 2023.
9. ↑  Fleury, Édouard (1853). Le clergé du Départment de l'Aisne pendant la Révolution: études révolutionnaires (en francés) 2. Dumoulin. p. 152. Consultado el 2 de septiembre de 2023.
10. ↑  Mansel, Philip (1988). The Court of France 1789-1830 (en inglés). Cambridge University Press. ISBN 978-0-521-42398-4. Consultado el 2 de septiembre de 2023.
11. ↑  Lenotre, G. (1933). «Aux Tuileries, Jadis: Ii: Les Lys Se Fanent 1814-1830». Revue des Deux Mondes (1829-1971) 13 (1): 89-122. ISSN 0035-1962. Consultado el 2 de septiembre de 2023.
12. ↑  «Nn.0 de Bourbon-Condé». Base Roglo. Consultado el 2 de septiembre de 2023.
13. ↑  Se trata del grabado publicado bajo el nombre Le Marquis de Favras fait son testament à l'Hôtel-de-Ville devant deux membres de la Commune de Paris en robe, le 19 février 1790